# Pfarrkirche St. Margarethen bei Lebring

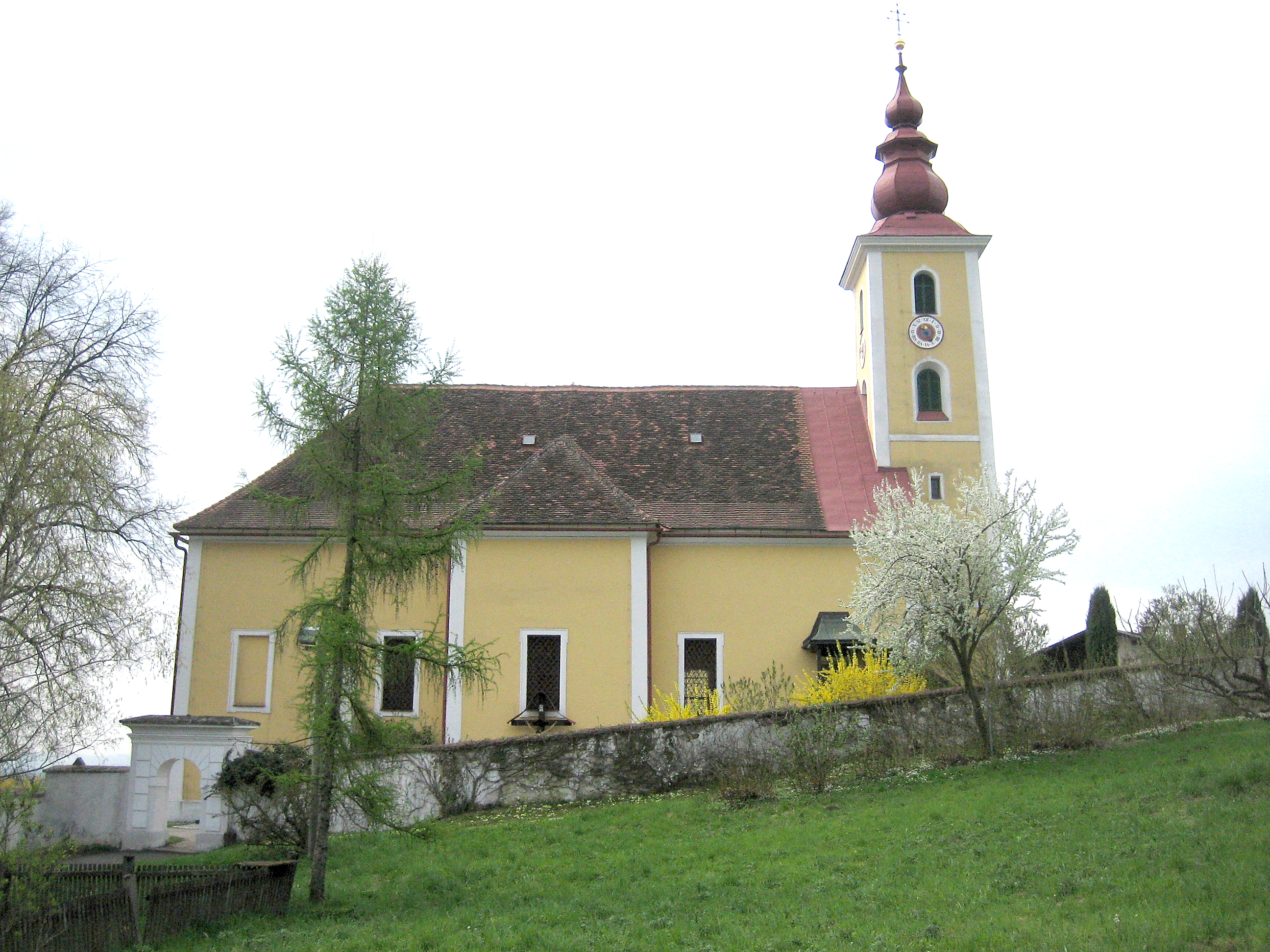
Katholische Pfarrkirche hl. Margareta in St. Margarethen bei Lebring

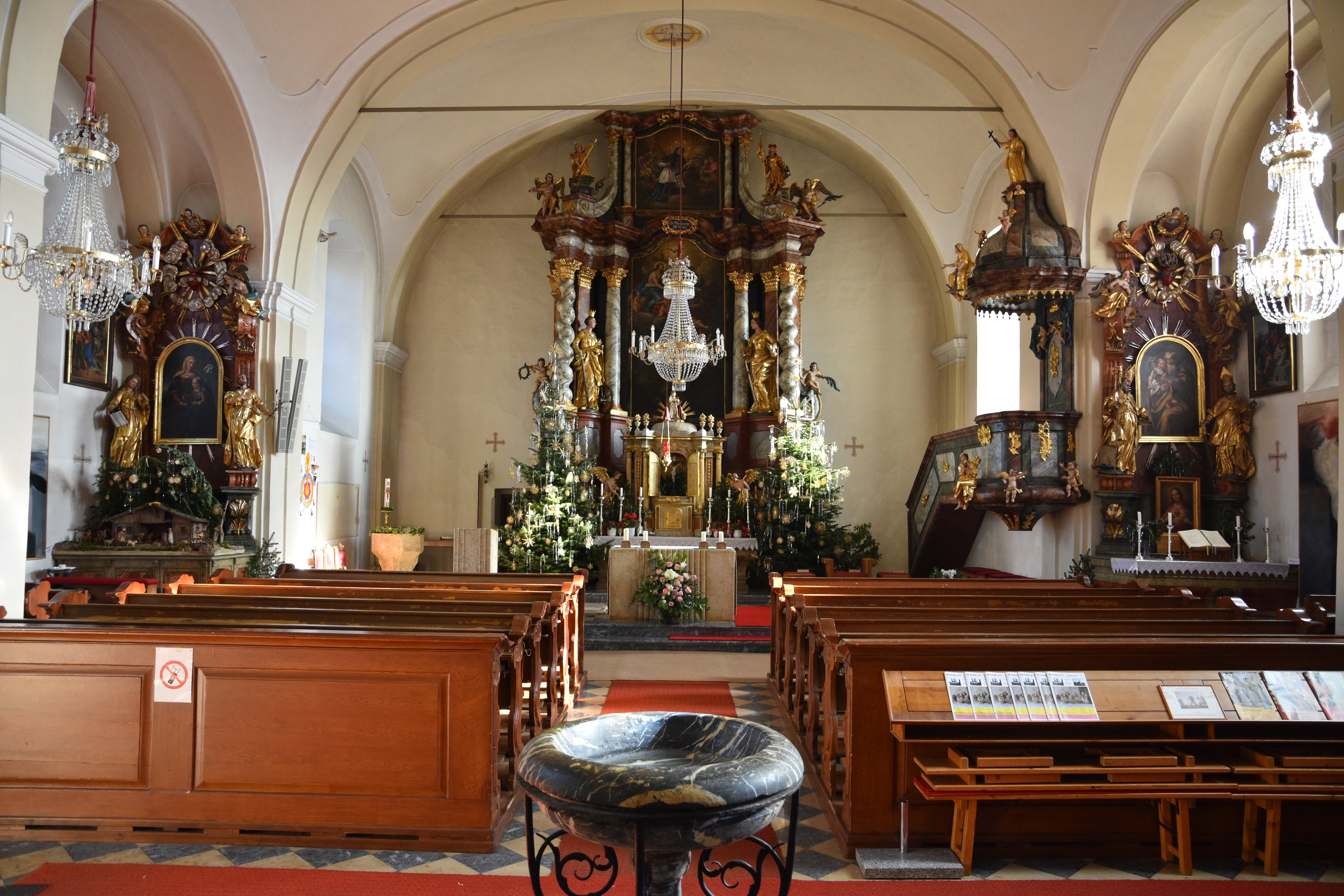
Langhaus, Blick in den Chor

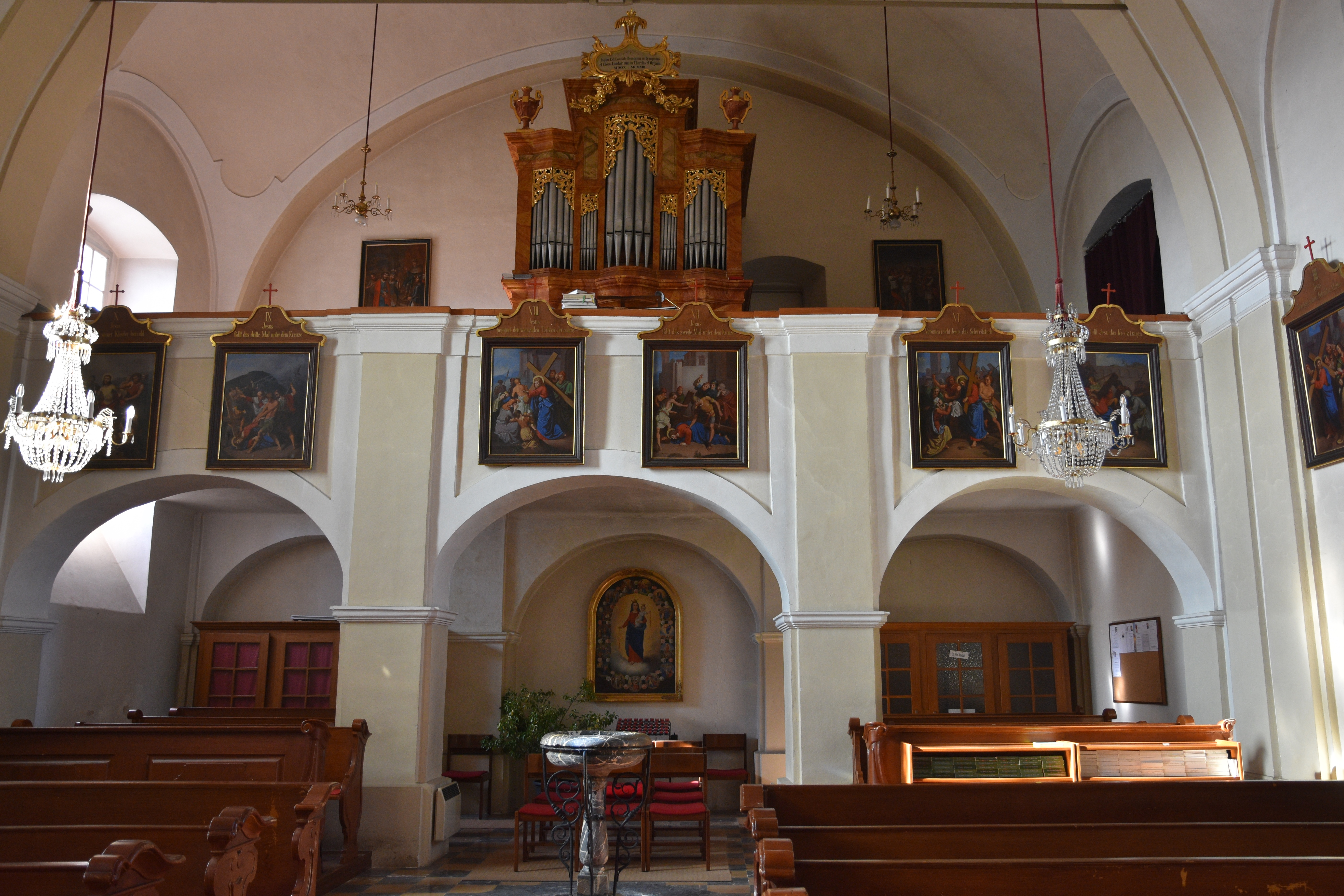
Langhaus, Blick zur Orgelempore

Die römisch-katholische Pfarrkirche St. Margarethen bei Lebring steht in der Marktgemeinde Lebring-Sankt Margarethen im Bezirk Leibnitz in der Steiermark. Schutzpatronin der zur Region Südweststeiermark (Dekanat Leibnitz) in der Diözese Graz-Seckau gehörenden Kirche ist die heilige Margareta von Antiochia. Die Kirche steht unter Denkmalschutz (Listeneintrag).

## Geschichte
Ursprünglich war die Kirche möglicherweise die Burgkapelle der hier vermuteten frühmittelalterlichen Hengistburg. Urkundlich ist 1066 eine Kirche genannt. Der Turm wurde 1516 erbaut. Die Kirche wurde 1705 erweitert. 1966 war eine Restaurierung.
1126 bestand eine Pfarre, die 1136 an das Kloster Suben bis zur Aufhebung 1784 ging.

## Architektur
Der Westturm ist in den unteren Geschoßen gotisch und im obersten Geschoß barock und trägt einen Doppelzwiebelhelm.
Das Kircheninnere zeigt ein vierjochiges Langhaus mit einem geraden Schluss gewölbt mit flachen Platzlgewölben auf Doppelgurten auf Doppelpilastern. Im zweiten Joch von Osten gibt es flache, ein Querschiff andeutende Anräume. Die Westempore ist dreiachsig. Im Osten schließt in der Kirchenachse eine Sakristei an.
Am Chor sind außen drei gotische Köpfe bzw. Fratzen eingemauert.

## Einrichtung
Der Hochaltar aus dem ersten Viertel des 18. Jahrhunderts wurde 1851 erneuert. Die Rokoko-Seitenaltäre tragen in der Mitte Statuen. Die Kanzel entstand im zweiten Drittel des 18. Jahrhunderts.
Der achtseitige spätgotische Taufstein steht unter der Westempore. Das Weihwasserbecken mit einem Schmiedeeisenarm entstand Ende des 17. Jahrhunderts.
Die barocke Orgel hat ein Werk des Orgelbauers M. Mauracher jun. von 1908.

## Grabdenkmäler
- Es gibt eine Grabstätte der Freiherrn von Conrad um 1850.